# Saint-Geniès-de-Comolas
Saint-Geniès-de-Comolas é uma comuna francesa na região administrativa da Occitânia, no departamento de Gard. Estende-se por uma área de 8.26 km², e possui 1.983 habitantes, segundo o censo de 2018, com uma densidade de 240 hab/km².